# Championnat d'Autriche de football 1965-1966
Navigation
Saison précédente Saison suivante
La saison 1965-1966 du Championnat d'Autriche de football était la 55e édition du championnat de première division en Autriche. La Staatsliga A regroupe les 14 meilleurs clubs du pays au sein d'une poule unique où ils s'affrontent deux fois au cours de la saison, à domicile et à l'extérieur. À la fin de la saison, les 3 derniers du classement sont relégués et remplacés par les 3 meilleurs clubs de Regionalliga.
C'est le club du SK Admira Vienne Energie remporte le championnat en terminant en tête du classement final, avec 3 points d'avance sur le SK Rapid Vienne et 8 sur le FK Austria Vienne. C'est le 9e titre de champion d'Autriche de l'histoire du club, qui réussit même le doublé en battant le Rapid Vienne en finale de la Coupe d'Autriche. Le tenant du titre, le Linzer ASK ne termine qu'à la 7e place, à 16 points de l'Admira.

## Les 14 clubs participants
| - Wiener Sport-Club - SK Rapid Vienne - Kapfenberger SV - First Vienna FC - SK Austria Klagenfurt - Promu de Regionalliga - FC Wacker Innsbruck - 1. Simmeringer SC - Promu de Regionalliga | - Linzer ASK - SV Austria Salzbourg - Promu de Regionalliga - SK Admira Vienne Energie - FK Austria Vienne - Grazer AK - 1. Schwechater SC - 1. Wiener Neustädter SC |

## Compétition

### Classement
Le barème utilisé pour établir le classement est le suivant :
- Victoire : 2 points
- Match nul : 1 point
- Défaite : 0 point

| Rang | Équipe                     | Pts | J  | G  | N  | P  | Bp | Bc | Diff |
| ---- | -------------------------- | --- | -- | -- | -- | -- | -- | -- | ---- |
| 1    | SK Admira Vienne Energie C | 43  | 26 | 18 | 7  | 1  | 51 | 17 | +34  |
| 2    | SK Rapid Vienne            | 40  | 26 | 16 | 8  | 2  | 64 | 22 | +42  |
| 3    | FK Austria Vienne          | 35  | 26 | 16 | 3  | 7  | 58 | 27 | +31  |
| 4    | Wiener Sport-Club          | 30  | 26 | 11 | 8  | 7  | 57 | 33 | +24  |
| 5    | SK Austria Klagenfurt P    | 29  | 26 | 11 | 7  | 8  | 39 | 33 | +6   |
| 6    | First Vienna FC            | 29  | 26 | 11 | 7  | 8  | 53 | 49 | +4   |
| 7    | Linzer ASK T               | 27  | 26 | 10 | 7  | 9  | 45 | 37 | +8   |
| 8    | FC Wacker Innsbruck        | 25  | 26 | 8  | 9  | 9  | 32 | 31 | +1   |
| 9    | 1. Schwechater SC          | 23  | 26 | 9  | 5  | 12 | 40 | 42 | -2   |
| 10   | Grazer AK                  | 23  | 26 | 7  | 9  | 10 | 35 | 46 | -11  |
| 11   | Kapfenberger SV            | 20  | 26 | 5  | 10 | 11 | 26 | 51 | -25  |
| 12   | 1. Wiener Neustädter SC    | 19  | 26 | 7  | 5  | 14 | 30 | 60 | -30  |
| 13   | SV Austria Salzbourg P     | 12  | 26 | 3  | 6  | 17 | 26 | 66 | -40  |
| 14   | 1. Simmeringer SC P        | 9   | 26 | 3  | 3  | 20 | 26 | 68 | -42  |

|  | Qualification pour la Coupe des clubs champions 1966-1967                    |
|  | Qualification pour la Coupe des Coupes 1966-1967                             |
|  | Qualification pour la Coupe des villes de foires 1966-1967                   |
|  | Relégation directe en Regionalliga                                           |
|  | T Tenant du titre C Vainqueur de la Coupe d'Autriche P Promu de Regionalliga |

## Bilan de la saison
| Championnat d'Autriche de football 1965-1966 |                                     |
| Champion                                     | SK Admira Vienne Energie (9e titre) |
| Coupes et trophées                           |                                     |
| Vainqueur de la Coupe d'Autriche 1965-1966   | SK Admira Vienne Energie            |
| Qualifications continentales                 |                                     |
| Coupe d'Europe des clubs champions 1966-1967 | SK Admira Vienne Energie            |
| Coupe des Coupes 1966-1967                   | SK Rapid Vienne                     |
| Coupe des villes de foires 1966-1967         | Wiener Sport-Club                   |
| Promotions et relégations                    |                                     |
| Promus en Staatsliga A                       | SK Sturm Graz                       |
| Promus en Staatsliga A                       | Wacker AC                           |
| Promus en Staatsliga A                       | Schwarz-Weiß Bregenz                |
| Relégués en Regionalliga                     | 1. Wiener Neustädter SC             |
| Relégués en Regionalliga                     | SV Austria Salzbourg                |
| Relégués en Regionalliga                     | 1. Simmeringer SC                   |